# Тенсфельд
Тенсфельд (нім. Tensfeld) — громада в Німеччині, розташована в землі Шлезвіг-Гольштейн. Входить до складу району Зегеберг. Складова частина об'єднання громад Борнгефед.
Площа — 7,64 км2. Населення становить 685 ос. (станом на 31 грудня 2020).